# Jörg Sennheiser

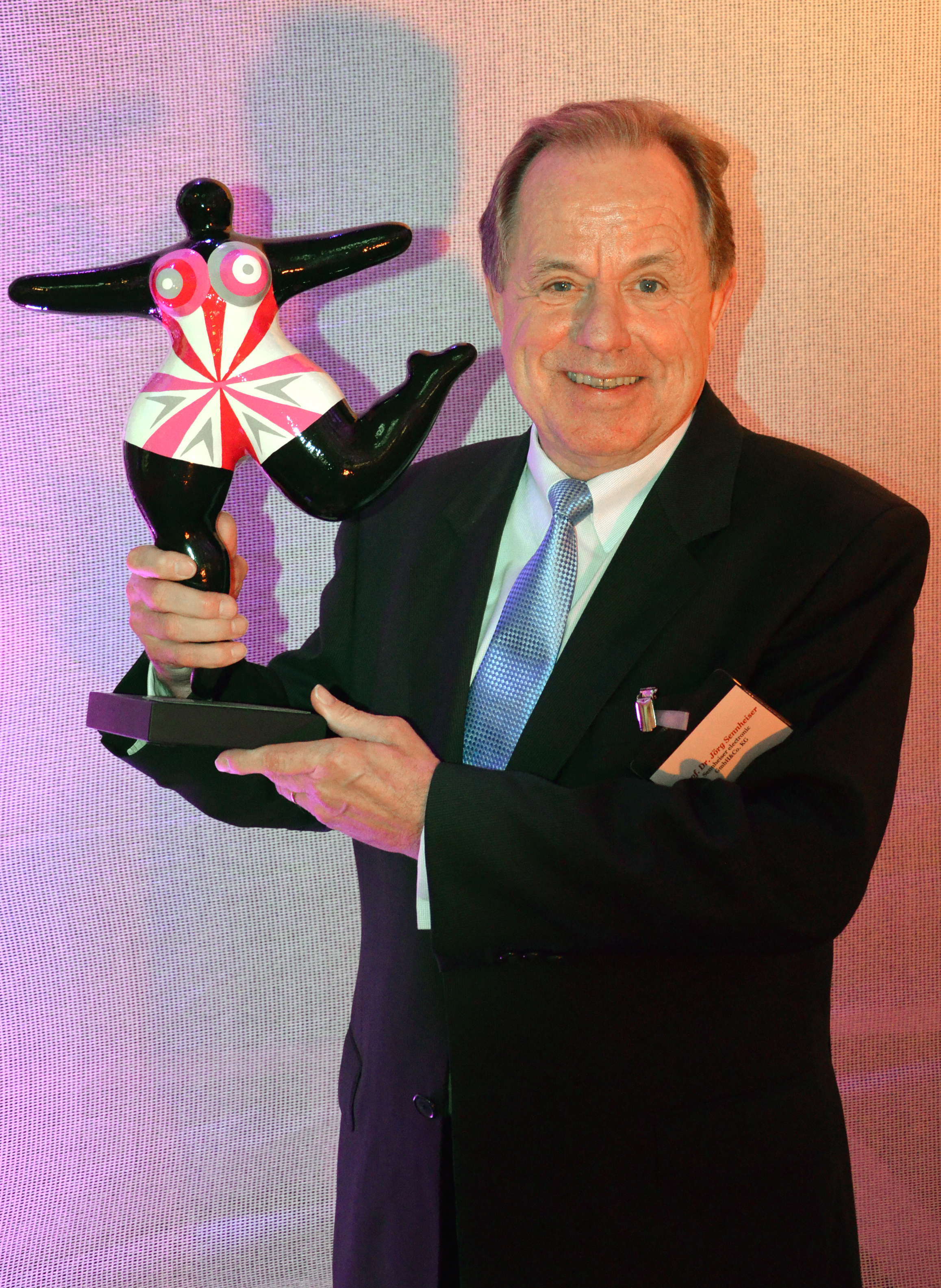
Jörg Sennheiser am Tag der Ehrung als Unternehmer des Jahres 2014

Jörg Sennheiser (links) bei der Übernahme der Geschäftsführung aus der Hand seines Vaters Fritz Sennheiser (1982).

Jörg Sennheiser (* 19. September 1944 in Bevensen) ist ein deutscher Elektroingenieur und Unternehmer. Er ist Aufsichtsratsvorsitzender des Familienunternehmens Sennheiser electronic GmbH & Co. KG und Honorarprofessor an der Gottfried Wilhelm Leibniz Universität Hannover.

## Leben
Jörg Sennheiser wurde 1944 als Sohn des Elektrotechnikers Fritz Sennheiser (1912–2010) und seiner Ehefrau Hertha (1920–2009) geboren. Er besuchte das hannoversche Gymnasium Goetheschule und schloss sie mit dem Abitur ab. 
Ab 1964 studierte er zunächst an der Gottfried Wilhelm Leibniz Universität Hannover, dann an der Eidgenössischen Technischen Hochschule Zürich (ETHZ) Elektrotechnik. Daran anschließend war Jörg Sennheiser ab 1970 als wissenschaftlicher Mitarbeiter und Assistent am Institut für Fernmeldetechnik der ETHZ tätig, wo er 1973 zum Dr. sc. techn. promovierte. Von 1974 bis 1976 arbeitete er als Projekt-Ingenieur bei der Siemens-Albis AG in Zürich, bis er zum 1. März 1976 als Technischer Leiter im Familienunternehmen Sennheiser electronic KG in der Wedemark begann.
1981 erhielt er als Privatdozent einen Lehrauftrag für die Vorlesungen „Elektroakustik I+II“ an der Universität Hannover. Am 9. Mai 1982 wurde er als Komplementär geschäftsführender Gesellschafter, während sein Vater und Firmengründer sich als Kommanditist zurückzog. Im April 1996 zog sich Sennheiser aus der operativen Geschäftsführung zurück und übergab sie an Familienfremde. Er selbst wurde Aufsichtsratsvorsitzender.
Seit 2004 engagiert er sich im Vorstand der ETH-Alumni und ist mittlerweile deren Vizepräsident. Sennheiser ist verheiratet und hat drei Kinder (Daniel, Andreas, Alannah). Seine beiden Söhne arbeiten seit 2008 bzw. ab 2010 im Unternehmen. Seit Mitte der 1990er Jahre lebt Jörg Sennheiser mit seiner Schweizer Ehefrau in Romanshorn.

## Auszeichnungen
- 1991: Honorarprofessor der Gottfried Wilhelm Leibniz Universität Hannover
- 2006: Companion des Liverpool Institute for Performing Arts (LIPA)
- 2009: Achter Ehrensenator der Hochschule für Musik und Theater Hannover (HMTH)[3]
- 2009: Karmarsch-Denkmünze der Leibniz Universitätsgesellschaft Hannover e. V.[4]
- 2014: Preis als „Unternehmer des Jahres 2014“[5] durch „Die Familienunternehmer – ASU“ und „Die Jungen Unternehmer – BJU“ am 30. Januar im Lichthof der Leibniz Universität Hannover[6][7]

## Schriften
- Über den Einfluss endlicher Dimensionen auf die Schallabstrahlung dünner Platten unterhalb der Grenzfrequenz. Dissertation. ETH Zürich Institut für Fernmeldetechnik, Zürich 1974.[8]